# Phratora interstitialis
Phratora interstitialis är en skalbaggsart som beskrevs av Mannerheim 1853. Phratora interstitialis ingår i släktet Phratora och familjen bladbaggar. Inga underarter finns listade i Catalogue of Life.